# John Newlands
John Alexander Reina Newlands (1837-1898) là nhà hóa học người Anh. Vào năm 1864, ông tìm ra quy luật: Mỗi nguyên tố hóa học đều thể hiện tính chất tương tự như nguyên tố thứ 8 khi xếp các nguyên tố theo khối lượng nguyên tử tăng dần. Đây là một trong những nghiên cứu quan trọng, tạo cơ sở cho những nghiên cứu tiếp theo về bảng tuần hoàn.

## Tiểu sử
Newlands sinh ra ở Luân Đôn, Anh, là con trai của Bộ trưởng Giáo hội Trưởng Nhiệm Scotland và vợ người Ý.